# Чемпіонат світу з баскетболу серед жінок
Чемпіонат світу з баскетболу серед жінок під егідою ФІБА проводиться раз на 4 роки. До включення жіночого баскетболу в 1976 році в програму літніх Олімпійських ігор був найпрестижним турніром для жіночих баскетбольних національних збірних, після 1976 року значимість Олімпійського баскетбольного турніру та чемпіонату світу приблизно однакова.

## Історія
Перший турнір був проведений в 1953 році (на 3 роки пізніше аналогічного турніру для чоловіків) в Чилі. У ньому, при відсутності всіх найсильніших команд Європи (з європейців брали участь тільки Франція і Швейцарія - 7-е і 8-е місця на чемпіонаті Європи 1952) перемогла збірна США.
У подальшому на чемпіонатах збиралися найсильніші команди, за винятком 1959 року (в Москві, де не грали чемпіонки світу - збірна США) і 1979 року (в Сеул не приїхали команди соціалістичних країн, серед яких - 3 з 4 найкращих збірних олімпійського турніру 1976 року - збірні СРСР, Болгарії і Чехословаччини).

## Переможці та призери
| 1953 Деталі | Чилі           | США       | 49—36  | Чилі           | Франція        | 49—37  | Бразилія       |
| 1957 Деталі | Бразилія       | США       | 51—48  | СРСР           | Чехословаччина | 83—70  | Бразилія       |
| 1959 Деталі | СРСР           | СРСР      | 51—38  | Болгарія       | Чехословаччина | 79—43  | Югославія      |
| 1964 Деталі | Перу           | СРСР      | 70—35  | Чехословаччина | Болгарія       | 46—42  | США            |
| 1967 Деталі | Чехословаччина | СРСР      | 83—50  | Південна Корея | Чехословаччина | 60—54  | НДР            |
| 1971 Деталі | Бразилія       | СРСР      | 88—69  | Чехословаччина | Бразилія       | 70—63  | Південна Корея |
| 1975 Деталі | Колумбія       | СРСР      | 106—75 | Японія         | Чехословаччина | 55—45  | Італія         |
| 1979 Деталі | Південна Корея | США       | 94—82  | Південна Корея | Канада         | 66—57  | Австралія      |
| 1983 Деталі | Бразилія       | СРСР      | 84—82  | США            | Китай          | 71—63  | Південна Корея |
| 1986 Деталі | СРСР           | США       | 108—88 | СРСР           | Канада         | 64—59  | Чехословаччина |
| 1990 Деталі | Малайзія       | США       | 88—78  | Югославія      | Куба           | 83—61  | Чехословаччина |
| 1994 Деталі | Австралія      | Бразилія  | 96—84  | Китай          | США            | 100—95 | Австралія      |
| 1998 Деталі | Німеччина      | США       | 71—65  | Росія          | Австралія      | 72—67  | Бразилія       |
| 2002 Деталі | Китай          | США       | 79—74  | Росія          | Австралія      | 91—63  | Південна Корея |
| 2006 Деталі | Бразилія       | Австралія | 91—74  | Росія          | США            | 99—59  | Бразилія       |
| 2010 Деталі | Чехія          | США       | 89—69  | Чехія          | Іспанія        | 77—68  | Білорусь       |
| 2014 Деталі | Туреччина      | США       | 77–64  | Іспанія        | Австралія      | 74–44  | Туреччина      |
| 2018 Деталі | Іспанія        | США       | 73–56  | Австралія      | Іспанія        | 67–60  | Бельгія        |
| 2022 Деталі | Австралія      | США       | 83–61  | КНР            | Австралія      | 95–65  | Канада         |
| 2026 Деталі | Німеччина      |           | –      |                |                | –      |                |

Примітка:З 1953 року по 1979 рік, а також в 1990 році, розіграш медалей проходив по круговому турнірі, без матчів плей-оф.

## Кількість медалей
| Місце                | Країна               | Золото | Срібло | Бронза | Загалом |
| -------------------- | -------------------- | ------ | ------ | ------ | ------- |
| 1                    | США                  | 11     | 1      | 2      | 14      |
| 2                    | СРСР                 | 6      | 2      | 0      | 8       |
| 3                    | Австралія            | 1      | 1      | 4      | 6       |
| 4                    | Бразилія             | 1      | 0      | 1      | 2       |
| 5                    | Росія                | 0      | 3      | 0      | 3       |
| 6                    | Чехословаччина       | 0      | 2      | 4      | 6       |
| 7                    | КНР                  | 0      | 2      | 1      | 3       |
| 8                    | Південна Корея       | 0      | 2      | 0      | 2       |
| 9                    | Іспанія              | 0      | 1      | 2      | 3       |
| 10                   | Болгарія             | 0      | 1      | 1      | 2       |
| 11                   | Югославія            | 0      | 1      | 0      | 1       |
| 11                   | Чехія                | 0      | 1      | 0      | 1       |
| 11                   | Чилі                 | 0      | 1      | 0      | 1       |
| 11                   | Японія               | 0      | 1      | 0      | 1       |
| 15                   | Канада               | 0      | 0      | 2      | 2       |
| 16                   | Куба                 | 0      | 0      | 1      | 1       |
| 16                   | Франція              | 0      | 0      | 1      | 1       |
| Загалом (17 збірних) | Загалом (17 збірних) | 19     | 19     | 19     | 57      |